# Управління газопромислове
Управління газопромислове — основна організаційна форма управління підприємством з видобування природного газу і газового конденсату в газовій промисловості України. Зустрічаються й інші форми управління: газонафтопромислове управління, збільшений газовий промисел.
Газопромислове управління (ГПУ) здійснює видобування газу і газового конденсату, збирання і подавання сухого природного газу в магістральний газопровід, збирання і перекачування газового конденсату на наливні естакади, капітальний ремонт свердловин. В окремих випадках поряд з видобуванням природного газу ГПУ може видобувати нафту і нафтовий газ, а також транспортувати газ і газовий конденсат безпосередньо на газопереробні заводи та іншим споживачам. Основні задачі ГПУ: безумовне виконання завдань; забезпечення високих темпів росту видобутку природного газу і газового конденсату; комплексна підготовка природного газу і газового конденсату у відповідності з установленими технічними умовами; підвищення ефективності всього виробництва шляхом раціональної розробки газових та газоконденсатних родовищ у відповідності із затвердженими проектами (технологічними схемами); покращання використання експлуатаційного фонду свердловин; удосконалення технології видобування газу і газового конденсату; підвищення продуктивності праці; дотримання вимог з охорони надр і захисту навколишнього середовища; керівництво діяльністю підвідомчих підприємств і організацій для забезпечення їх рентабельної роботи. Організаційна структура ГПУ звичайно передбачає такі виробничі служби: виробничо-технологічну, технічну, геологічну, ремонтну, енергопостачання і зв'язку, автоматизації виробництва. Крім того, ГПУ підлягають автотранспортний цех (підприємство), житлово-комунальна контора, будівельно-монтажне управління та ін.